# Głazunowka
Głazunowka (ros. Глазуновка) – osada typu miejskiego w zachodniej Rosji, na terenie obwodu orłowskiego.
Miejscowość leży w rejonie głazunowskim, którego ośrodek administracyjny stanowi i liczy 6763 mieszkańców (1 stycznia 2005 r.), tj. ok. 47% populacji rejonu.
Osada jest jedynym ośrodkiem miejskim na terenie tej jednostki podziału administracyjnego.
Głazunowka jest lokalnym centrum kulturalnym i gospodarczym.